# Aeroportul Vila Real
Aeroportul Vila Real (IATA: VRL, ICAO: LPVR) este un aeroport din Vila Real, Districtul Vila Real, Portugalia. Aeroportul a fost tranzitat în 2017 de 6.782 de pasageri.
Situat la o altitudine de 558 m, aeroportul dispune de o singură pistă.